# Academia Mineira de Letras

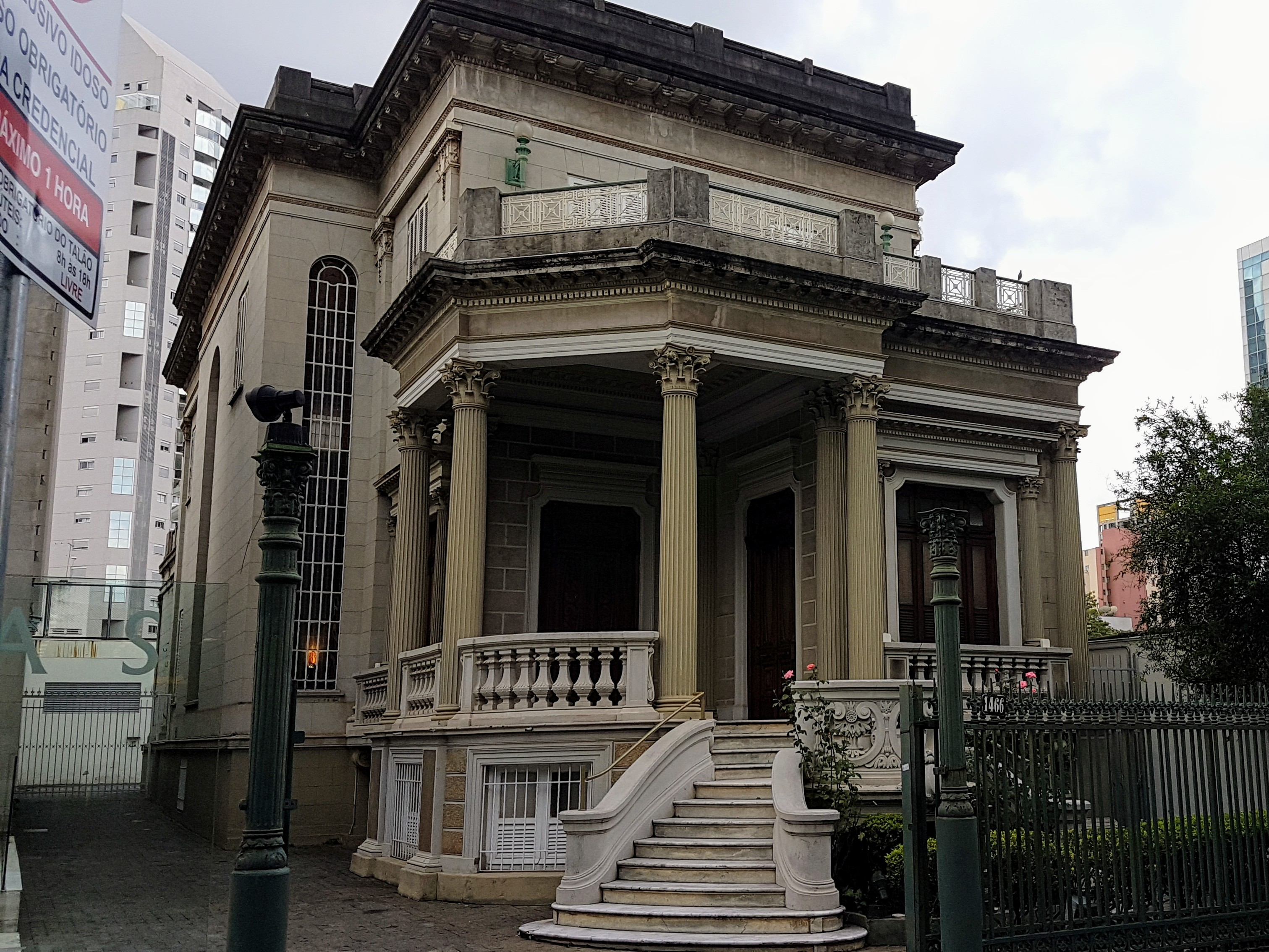
Palacete histórico da sede da instituição.

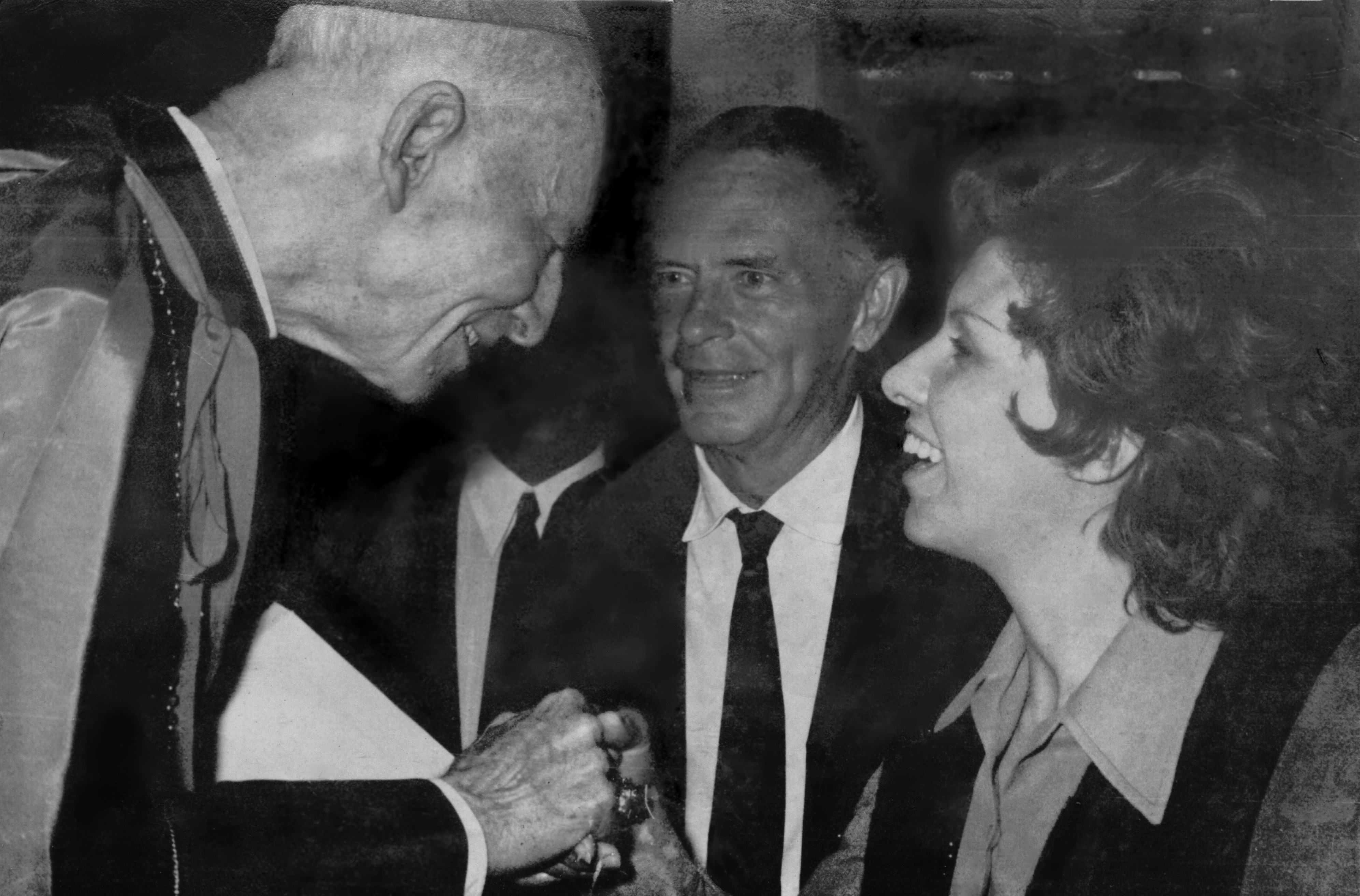
Registro da posse de D. Vasconcelos Motta na AML, cumprimentado pela escritora Cida Chaves, 1971.

A Academia Mineira de Letras MHM é a entidade literária máxima do estado de Minas Gerais, fundada em Juiz de Fora, em 1909.

## Histórico
Sua fundação foi feita por 12 intelectuais capitaneados por Machado Sobrinho. Foram então eleitos outros 18 intelectuais de todo o estado para integrar a academia. Em 1915, a Academia Mineira de Letras mudou-se para a nova capital de Minas Gerais, Belo Horizonte, onde permanece até hoje. Em 1987, mudou-se definitivamente para o Palacete Borges da Costa. Em 1994 foi construído o auditório Vivaldi Moreira, projetado pelo arquiteto Gustavo Penna.
Em 10 de junho de 1992 foi feita Membro-Honorário da Ordem do Mérito de Portugal.
Atualmente é presidida pelo acadêmico Rogério Faria Tavares.

## Lista das cadeiras com patronos, fundadores e acadêmicos atuais
| Cadeira | Patrono                                             | Fundador                                              | Acadêmico atual                                |
| ------- | --------------------------------------------------- | ----------------------------------------------------- | ---------------------------------------------- |
| 1       | Visconde de Araxá (1812-1881)                       | Albino Esteves (1884-1943)                            | Danilo Gomes (1932)                            |
| 2       | Arthur França (1881-1902)                           | Aldo Delphino (1872-1945)                             | Benito Barreto (1929)                          |
| 3       | Aureliano Lessa (1828-1861)                         | Alphonsus de Guimaraens (1870-1921)                   | Angelo Oswaldo de Araújo Santos (1947)         |
| 4       | Frei José Marianno da Conceição Velloso (1742-1811) | Alvaro da Silveira (1867-1945)                        | Amilcar Vianna Martins Filho (1949)            |
| 5       | Azevedo Junior (1865-1909)                          | Amanajós de Araujo (1880-1938)                        | Humberto Werneck (1945)                        |
| 6       | Bernardo Pereira de Vasconcelos (1795-1850)         | Arduíno Bolívar (1873-1952)                           | Yeda Prates Bernis (1926)                      |
| 7       | Luiz Cassiano (1868-1903)                           | Avelino Fóscolo (1864-1944)                           | Wander Melo Miranda (1952)                     |
| 8       | Baptista Martins (1868-1906)                        | Belmiro Braga (1872-1937)                             | Rogério Faria Tavares (1971)                   |
| 9       | Josaphat Bello (1870-1907)                          | Bento Ernesto (1866-1943)                             | Antonieta Cunha (1939)                         |
| 10      | Cláudio Manoel da Costa (1729-1789)                 | Brant Horta (1876-1959)                               | J.D. Vital (1947)                              |
| 11      | Frei de Santa Rita Durão (1722-1784)                | Carlos Góes (1881-1934)                               | Dom Walmor Oliveira de Azevedo (1954)          |
| 12      | Alvarenga Peixoto (1744-1793)                       | Carlindo Lellis (1879-1945)                           | Cônego José Geraldo Vidigal de Carvalho (1933) |
| 13      | Xavier da Veiga (1846-1900)                         | Carmo Gama (1860-1937)                                | Silviano Santiago (1936)                       |
| 14      | José Senna (1847-1901)                              | Costa Senna (1852-1919)                               | Antenor Pimenta Madeira (1960)                 |
| 15      | Bernardo Guimarães (1827-1884)                      | Dilermando Cruz (1879-1935)                           | Maria Esther Maciel (1963)                     |
| 16      | Francisco de Paula Cândido (1805-1864)              | Diogo de Vasconcelos (1843-1927)                      | Ronaldo Costa Couto (1942)                     |
| 17      | Conde de Prados (Dr. Camilo Armond) (1815-1882)     | Eduardo de Menezes (1857-1923)                        | Ibrahim Abi-Ackel (1927)                       |
| 18      | Silva Alvarenga (1749-1814)                         | Estevam de Oliveira (1853-1926)                       | José Henrique Santos (1934)                    |
| 19      | Corrêa de Almeida (1820-1905)                       | Francisco Lins (1866-1933)                            | Padre José Carlos Brandi Aleixo (1932)         |
| 20      | Arthur Lobo (1879-1901)                             | Franklin de Almeida Magalhães (1902-1971)             | (vaga)                                         |
| 21      | Fernando de Alencar (1857-1910)                     | Gilberto de Alencar (1887-1961)                       | Elizabeth Fernandes Rennó de Castro (1930)     |
| 22      | Júlio Ribeiro (1845-1890)                           | Heitor Guimarães (1868-1937)                          | Fábio Lucas (1931)                             |
| 23      | Joaquim Felício (1828-1895)                         | Joaquim Silvério (1859-1933)                          | Manoel Hygino dos Santos (1930)                |
| 24      | Bárbara Eliodora (1758-1819)                        | João Lúcio Brandão (1875-1948)                        | Ailton Krenak (1953)                           |
| 25      | Augusto Franco (1877-1909)                          | João Massena (1865-1957)                              | Jacyntho Lins Brandão (1952)                   |
| 26      | Evaristo da Veiga (1799-1837)                       | José Eduardo da Fonseca (1883-1934)                   | Jota Dangelo (1932)                            |
| 27      | Corrêa de Azevedo (1856-1904)                       | José Paixão (1868-1949)                               | Afonso Henriques de Guimaraens Neto (1944)     |
| 28      | Américo Lobo (1893-1903)                            | José Rangel (1868-1940)                               | Márcio Sampaio (1941)                          |
| 29      | Aureliano Pimentel (1830-1908)                      | Lindolpho Gomes (1875-1953)                           | José Fernandes Filho (1929)                    |
| 30      | Oscar da Gama (1870-1900)                           | Luiz de Oliveira (1874-1960)                          | Caio César Boschi (1947)                       |
| 31      | Lucindo Filho (1847-1896)                           | Antônio Vieira de Araújo Machado Sobrinho (1872-1938) | Ricardo Aleixo (1960)                          |
| 32      | Marquês de Sapucaí (1793-1875)                      | Mário Lima (1886-1936)                                | Carlos Bracher (1932)                          |
| 33      | Edgar Matta (1878-1907)                             | Mário Magalhães (1885-1937)                           | Luís Ângelo da Silva Giffoni (1949)            |
| 34      | Tomás Antônio Gonzaga (1744-1810)                   | Joaquim Mendes de Oliveira (1879-1918)                | Paulo Sérgio Lacerda Beirão (1949)             |
| 35      | João Pinheiro (1860-1908)                           | Navantino Santos (1885-1946)                          | Carlos Mário da Silva Velloso (1936)           |
| 36      | Eloy Ottoni (1764-1851)                             | Nelson Senna (1876-1952)                              | Ana Cecília Carvalho (1951)                    |
| 37      | Manoel Basílio Furtado (1826-1903)                  | Olympio Rodrigues de Araújo (1860-1923)               | Carlos Herculano Lopes (1956)                  |
| 38      | Beatriz Brandão (1779-1868)                         | Paulo Brandão (1883-1928)                             | Pedro Rogério Couto Moreira (1946)             |
| 39      | Basílio da Gama (1740-1795)                         | Plínio Motta (1876-1953)                              | Patrus Ananias de Souza (1952)                 |
| 40      | Visconde de Caeté (1766-1838)                       | Pinto de Moura (1865-1924)                            | Conceição Evaristo (1946)                      |

## Membros passados
- Abgar Renault (1901-1995); Abílio Barreto (1883-1959); Afonso Arinos de Melo Franco (1905-1990); Affonso Arinos de Mello Franco (1930-2020); Affonso Penna Júnior (1879-1968); Agripa Ulysses Vasconcelos (1896-1969); Aires da Mata Machado Filho (1909-1985); Alaíde Lisboa (1904-2006); Alberto Deodato (1896-1978); Almeida Magalhães (1893-1982); Almir de Oliveira (1916-2015); Aloísio Teixeira Garcia (1944-2024); Alphonsus de Guimaraens Filho (1918-2008); Aluísio Pimenta (1923-2016); Ângelo Machado (1934-2020); Aníbal Mattos (1886-1969); Antônio Moraes (1904-1984); Ariosvaldo de Campos Pires (1934-2004); Armond Werneck (1916-1991); Arthur Versiani Vellôso (1906-1986); Augusto de Lima Júnior (1889-1970); Aureliano Chaves (1929-2003); Austen Amaro (1901-1991);
- Bartolomeu Campos de Queirós (1944-2008); Bonifácio José Tamm de Andrada (1930-2020); Bueno de Sequeira (1895-1979);
- Caio Mário (1913-2004); Carmen Schneider Guimarães (-2021); Christiano Martins (1912-1981); Cláudio Brandão (1894-1965); Cyro dos Anjos (1906-1994);
- Djalma Andrade (1891-1975);
- Edgar Mata Machado (1914-1995); Edgard de Vasconcelos Barros (1912-2003); Edison Moreira (1919-1989); Milton Reis (1929-2016); Eduardo Almeida Reis (1937-2022); Eduardo Frieiro (1889-1982); Emílio Guimarães de Moura (1902-1971); Eugênio Rubião (1884-1949);
- Fábio Proença Doyle (1928-2021); Flávio Neves (1908-1984); Francisco Magalhães Gomes (1906-1990); Francelino Pereira dos Santos (1921–2017);
- Gerson de Britto Mello Boson (1914-2001); Godofredo Rangel (1884-1951); Guilhermino César (1908-1993); Gustavo Capanema (1900-1985);
- Heli Menegale (1903-1893); Henrique de Resende (1899-1973); Henriqueta Lisboa (1904-1986); Hilton Rocha (1911-1993); Hindemburgo Chateaubriand Pereira Diniz (1932-2024); Honório Armando (1891-1958);
- Ildeu Brandão (1913-1994);
- João Alphonsus (1901 -1944); Padre João Batista Megale (1934-2008); João Bosco Murta Lages (1937–2004); João Camilo (1915-1973); João Dornas Filho (1902-1962); João Etienne Filho (1918-1997); João Franzen de Lima (1897-1994); Dom João Resende Costa (1910-2007); João Valle Maurício (1922-2000); José Afrânio Moreira Duarte (1931-2008); José Antônio Nogueira (1892-1947); José Bento Teixeira de Salles (1922-2013); José Carlos Lisboa (1902-1994); José Osvaldo de Araújo (1887-1975); Juscelino Kubitschek (1902-1976); José Crux Rodrigues Vieira (1920-2016);
- Lacyr Annaziata Schettino; Lúcio dos Santos (1875-1944); Luís Carlos de Portilho (1910-2008);
- Manoel Casasanta (1902-1973); Márcio Garcia Vilela (1939-2021); Maria José de Queiroz (1934-2003); Mário Casasanta (1898-1963); Mário Mattos (1899-1966); Mário Mendes Campos (1894-1989); Martins de Oliveira (1896-1975); Mello Cançado (1912-1981); Miguel Augusto Gonçalves de Souza (1926-2010); Milton Campos (1900-1972); Moacyr Andrade (1897-1935); Moacyr de Macedo Chagas (renunciou antes da posse); Murilo Paulino Badaró (1931-2010);
- Nansen Araújo (1901-1996); Nelson de Faria (1902-1968); Nilo Aparecida (1914-1974); Noraldino Lima (1885-1951);
- Odair de Oliveira (1917-1982); Olavo Celso Romano (1938-2023); Olavo Drummond (1925-2006); Orlando Carvalho (1910-1998); Orlando Vaz Filho (1935-2023); Oscar Dias Correia (1921-2005); Oscar Mendes (1902-1983); Oscar Negrão de Lima (1895-1971); Dom Oscar de Oliveira (1912-1997); Oswaldo Soares da Cunha (1921-2013); Oiliam José (1921-2017);
- Padre Paschoal Rangel (1922-2010); Paulo Pinheiro Chagas (1906-1983); Paulo Rehfeld (1902-1960); Paulo Tarso Flecha de Lima (1933-2021); Pedro Aleixo (1901-1975);
- Raul Horta (1923-2005); Ricardo Arnaldo Malheiros Fiúza (1937-2019); Rui Mourão (1929-2024);
- Salles Oliveira (1900-1968); Salomão de Vasconcelos (1877-1965); Afonso da Silva Guimarães (1876-1955); Sylvio Miraglia (1900-1994);
- Tancredo Neves (1910-1985);
- Cardeal Vasconcelos Motta (1890-1982); Victor Nunes Leal (1914-1985); Vivaldi Moreira (1912-2001);
- Waldemar dos Anjos (1901-1980); Waldemar Pequeno (1892-1988); Wellington Brandão (1894-1965); Wilson de Lima Bastos (1915-1997); Wilson Castello Branco (1918-1986); Wilson de Mello da Silva (1911-1994); Wilton Cardoso de Sousa (1916-1999); Zoroastro Passos (1887-1945).

## Registros
Na sua crônica "Minas Enigma", o escritor mineiro Fernando Sabino conta um interessante episódio da AML:
Mais vale um pássaro na mão. A Academia Mineira, há tempos, pagava um jeton ridículo: duzentos cruzeiros — antigos, é lógico. Um dos imortais, indignado, discursava o seu protesto:
— Precisamos dar um jeito nisso! Duzentos cruzeiros é uma vergonha! Ou quinhentos cruzeiros, ou nada!
Ao que um colega prudentemente aparteou:
— Pera lá: ou quinhentos cruzeiros, ou duzentos mesmo.